# ハロルド・ユージン・エジャートン
ハロルド・ユージン・エジャートン（Harold Eugene Edgerton、1903年4月6日 - 1990年1月4日）は、マサチューセッツ工科大学で電気工学教授を務めていた人物。ストロボスコープを単なる実験器具から一般的な機器へと転換させたことでよく知られている。

## 生涯

### 生い立ち
1903年4月9日、ネブラスカ州フリーモントにて、メアリー・ネッティー・コーとフランク・ユージン・エジャートンの子として生まれる。父方の先祖リチャード・エジャートンはコネチカット州ノーウィッチの最初の入植者の1人で、さらにその先祖であるウィリアム・ブラッドフォード (1590–1657) はメイフラワー号の乗客でプリマス植民地を作った1人である。父フランクは弁護士でジャーナリストで作家で雄弁家であり、1911年から1915年までネブラスカの司法次官補を務めた。ハロルドは主にネブラスカ州オーロラで育ったが、ワシントンD.C.やネブラスカ州リンカーンに住んでいたこともある。

### 教育
1925年、ネブラスカ大学リンカーン校で電気工学の学士号を得る。マサチューセッツ工科大学に進学し、1927年には電気工学の修士号を得た。博士課程ではストロボスコープを使った同期電動機の研究を行い、1931年に理学博士を得た。エレクトロニックフラッシュを使って日常の事物を撮影することを思いついたのはチャールズ・スターク・ドレイパーのおかげだと当人は語っている。最初に撮影したのは蛇口から出ている水流だった。

### 経歴
1937年、生涯の友となる写真家ジョン・ミリと共同で仕事をするようになった。ミリは撮影スタジオに複数のエレクトロニックフラッシュを設置して非常に美しい写真を撮影し、その多くがライフ誌に掲載された。このマルチフラッシュ撮影では、ストロボスコープが最大で毎秒120回もフラッシュした。エジャートンはそのような高速フラッシュを使って瞬間を捉える写真を撮影した先駆者である。例えば、風船が破裂する様子を連続写真で撮影したり、弾丸がリンゴに当たる瞬間を撮影したり、デビルスティックの動きを連続写真で撮影したりしている。

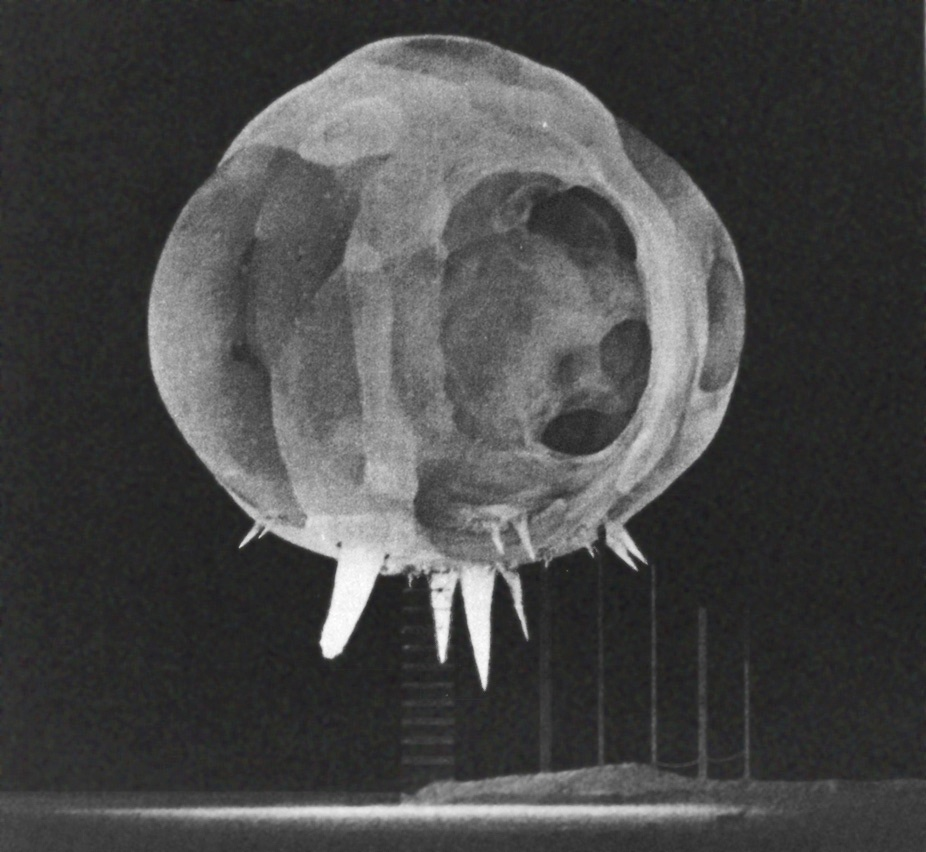
エジャートンの Rapatronic というカメラで撮影された核爆発の瞬間

エジャートンは Kenneth J. Germeshausen とコンサルティング業を始め、後に Herbert Grier もそれに加わった。社名は "Edgerton, Germeshausen, and Grier" としたが、1947年に EG&G と改称。アメリカ原子力委員会と契約を結び、1950年代と1960年代のアメリカの核実験の写真撮影と記録に大きな役割を果たした。そのためにEG&GはRapatronicという超高速カメラを開発した。
エジャートンの仕事は、海底を走査して難破船を捜す側方走査ソナー技術の発展に寄与している。ジャック＝イヴ・クストーにはエレクトロニックフラッシュを備えた初の水中撮影用カメラを提供し、沈没したブリタニックを探すためにソナー技術を開発した。南北戦争中に沈没した戦艦USSモニターを探すプロジェクトにも参加している。クストーと働いているころ、"Papa Flash" というあだ名で呼ばれるようになった。
科学技術への洞察力でストロボスコープの商用化に貢献しただけでなく、美的感覚にも優れていた。あまりにも高速であるため肉眼では認識できない現象を撮影した写真の多くは非常に美しく、世界各地の美術館で展示された。1940年、エジャートンの高速ストロボスコープを扱ったドキュメンタリー短編映画「ストロボスコープの世界」がアカデミー賞を受賞している。
1948年、MITの電気工学の正教授に任命された。1956年、アメリカ芸術科学アカデミーのフェローに選ばれている。エジャートンはMITの学生に人気だった。「教育のコツは、学生に学んでいることを気付かせることなく学ばせることだ」と語っている。MITの大学院生寮の1つにはエジャートンの名がつけられている。
ナショナルジオグラフィック1987年10月号では "Doc Edgerton: the man who made time stand still"（ドク・エジャートン: 時間を止めた男）と題してエジャートンを特集している。

### 家族
ネブラスカ大学リンカーン校を卒業した後の1928年、エスター・メイ・ギャレットと結婚。エスターは1903年9月8日、ネブラスカ州ハミルトン郡で生まれ、2002年3月9日、サウスカロライナ州チャールストンで亡くなった。ネブラスカ大学リンカーン校で数学と音楽と教育学の学士号を取得している。ピアノと声楽が得意で、ニューイングランド音楽院に進学し、ネブラスカ州オーロラやボストンの学校で音楽教師として働いた。子どもは3人もうけた。

### 死
1990年1月4日、86歳のときマサチューセッツ州ケンブリッジで突然亡くなった。ケンブリッジの Mount Auburn Cemetery に埋葬されている。

## 後世への影響
1990年7月3日、ネブラスカ州オーロラの市民が草の根的にエジャートンを記念して科学館を設立。エジャートンの作った装置などを収蔵するとともに、科学実験の実演などを行っていた。5年後の1995年9月9日、エジャートンの子孫や市民からの寄付により Edgerton Explorit Center が正式に開館した。
1992年、MITに Edgerton Center が開設された。学部学生と大学院生のための実地研究施設で高校生や高校教師の教育プログラムも実施している。

## 栄誉
ストロボスコープを使った斬新な写真撮影を行ったことで1934年、英国王立写真協会から銅メダルを授与された。またフランクリン協会から1941年にはハワード・N・ポッツ・メダル、1969年には Albert A. Michelson Medalを授与された。そして1973年、アメリカ国家科学賞を受賞。1981年に国際光工学会ゴールドメダル、1988年にアメリカ国家技術賞を受賞。1986年には全全米発明家殿堂に選出。

## 作品

### 著作
- Flash! Seeing the Unseen by Ultra High-Speed Photography (1939, with James R. Killian Jr.). Boston : Hale, Cushman & Flint.
- Electronic Flash, Strobe (1970). New York : McGraw-Hill.
- Moments of Vision (1979, with Mr. Killian). Cambridge, Mass. : MIT Press. ISBN 0-262-05022-6
- Sonar Images (1986, with Mr. Killian). Englewood Cliffs, N.J. : Prentice-Hall. ISBN 0-13-822651-2
- Stopping Time, a collection of his photographs, (1987). New York : H.N. Abrams. ISBN 0-8109-1514-6

### 写真
- Football Kick (1938)
- Diver (1955)
- Milk Drop Coronet (1957)
- Cranberry Juice into Milk (1960)
- Moscow Circles (1963)
- Bullet Through Banana (1964) [13]
- .30 Bullet Piercing an Apple (1964)
- Cutting the Card Quickly (1964)
- Pigeon Release (1965)
- Bullet Through Candle Flame (1973) (with Kim Vandiver)